# Bersac-sur-Rivalier
Pour les articles homonymes, voir Bersac (homonymie) et Rivalier (homonymie).
Bersac-sur-Rivalier est une commune française située dans le département de la Haute-Vienne en région Nouvelle-Aquitaine.

## Géographie

### Localisation

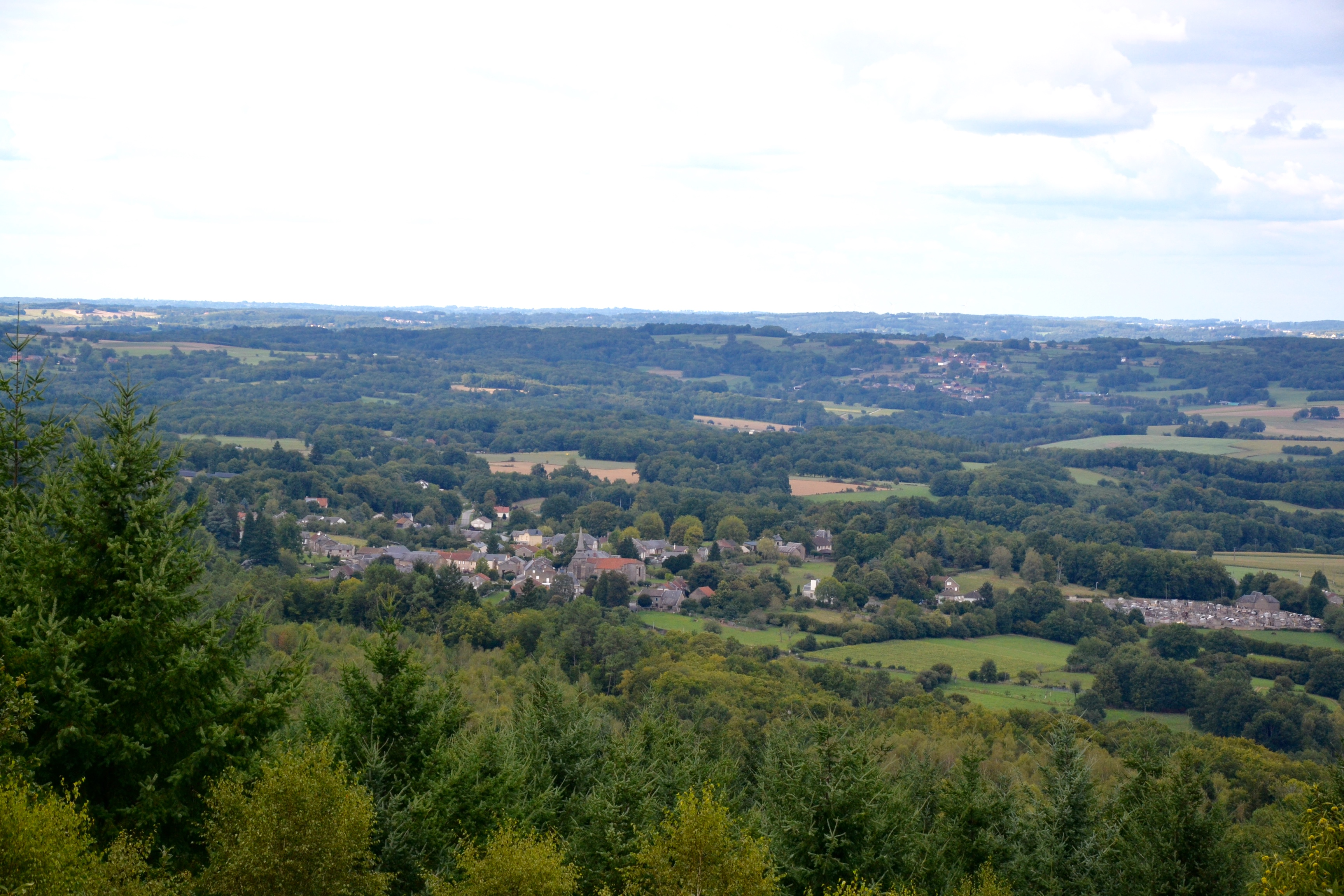
Le village vu depuis les hauteurs du bois des Échelles.

La commune de Bersac-sur-Rivalier est située dans les « montagnes » (au pied des monts d'Ambazac, dans le Massif central) entre Laurière (anciennes mines d'or gallo-romaines à la Bezassade) et Bessines-sur-Gartempe, près de l'autoroute l'Occitane (A20), à 38 km au nord-est de Limoges, près du département de la Creuse.
|                       | Folles                  |                        |
| Bessines-sur-Gartempe | Bersac-sur-Rivalier     | Laurière               |
| Razès                 | Saint-Léger-la-Montagne | Saint-Sulpice-Laurière |

### Hydrographie
Le territoire communal est arrosé par la Gartempe, l'Ardour et le Rivalier.

### Climat
Pour des articles plus généraux, voir Climat de la Nouvelle-Aquitaine et Climat de la Haute-Vienne.
Historiquement, la commune est exposée à un climat océanique limousin.  
En 2020, Météo-France publie une typologie des climats de la France métropolitaine dans laquelle la commune est dans une zone de transition entre le climat océanique altéré et le climat de montagne et est dans la région climatique  Ouest et nord-ouest du Massif Central, caractérisée par une pluviométrie annuelle de 900 à 1 500 mm, maximale en automne et en hiver.
Pour la période 1971-2000, la température annuelle moyenne est de 11,1 °C, avec une amplitude thermique annuelle de 14,6 °C. Le cumul annuel moyen de précipitations est de 1 021 mm, avec 13,1 jours de précipitations en janvier et 7,8 jours en juillet. Pour la période 1991-2020, la température moyenne annuelle observée sur la station météorologique la plus proche, située sur la commune de Saint-Léger-la-Montagne à 5,67 km à vol d'oiseau, est de 10,4 °C et le cumul annuel moyen de précipitations est de 1 371,7 mm,. Pour l'avenir, les paramètres climatiques de la commune estimés pour 2050 selon différents scénarios d’émission de gaz à effet de serre sont consultables sur un site dédié publié par Météo-France en novembre 2022.

## Urbanisme

### Typologie
Au 1er janvier 2024, Bersac-sur-Rivalier est catégorisée commune rurale à habitat très dispersé, selon la nouvelle grille communale de densité à sept niveaux définie par l'Insee en 2022.
Elle est située hors unité urbaine. Par ailleurs la commune fait partie de l'aire d'attraction de Limoges, dont elle est une commune de la couronne,. Cette aire, qui regroupe 127 communes, est catégorisée dans les aires de 200 000 à moins de 700 000 habitants,.

### Occupation des sols
L'occupation des sols de la commune, telle qu'elle ressort de la base de données européenne d’occupation biophysique des sols Corine Land Cover (CLC), est marquée par l'importance des territoires agricoles (55,4 % en 2018), une proportion identique à celle de 1990 (55,4 %). La répartition détaillée en 2018 est la suivante : 
forêts (43,1 %), zones agricoles hétérogènes (32,5 %), prairies (17,2 %), terres arables (5,7 %), zones urbanisées (1,3 %), milieux à végétation arbustive et/ou herbacée (0,2 %). L'évolution de l’occupation des sols de la commune et de ses infrastructures peut être observée sur les différentes représentations cartographiques du territoire : la carte de Cassini (XVIIIe siècle), la carte d'état-major (1820-1866) et les cartes ou photos aériennes de l'IGN pour la période actuelle (1950 à aujourd'hui).

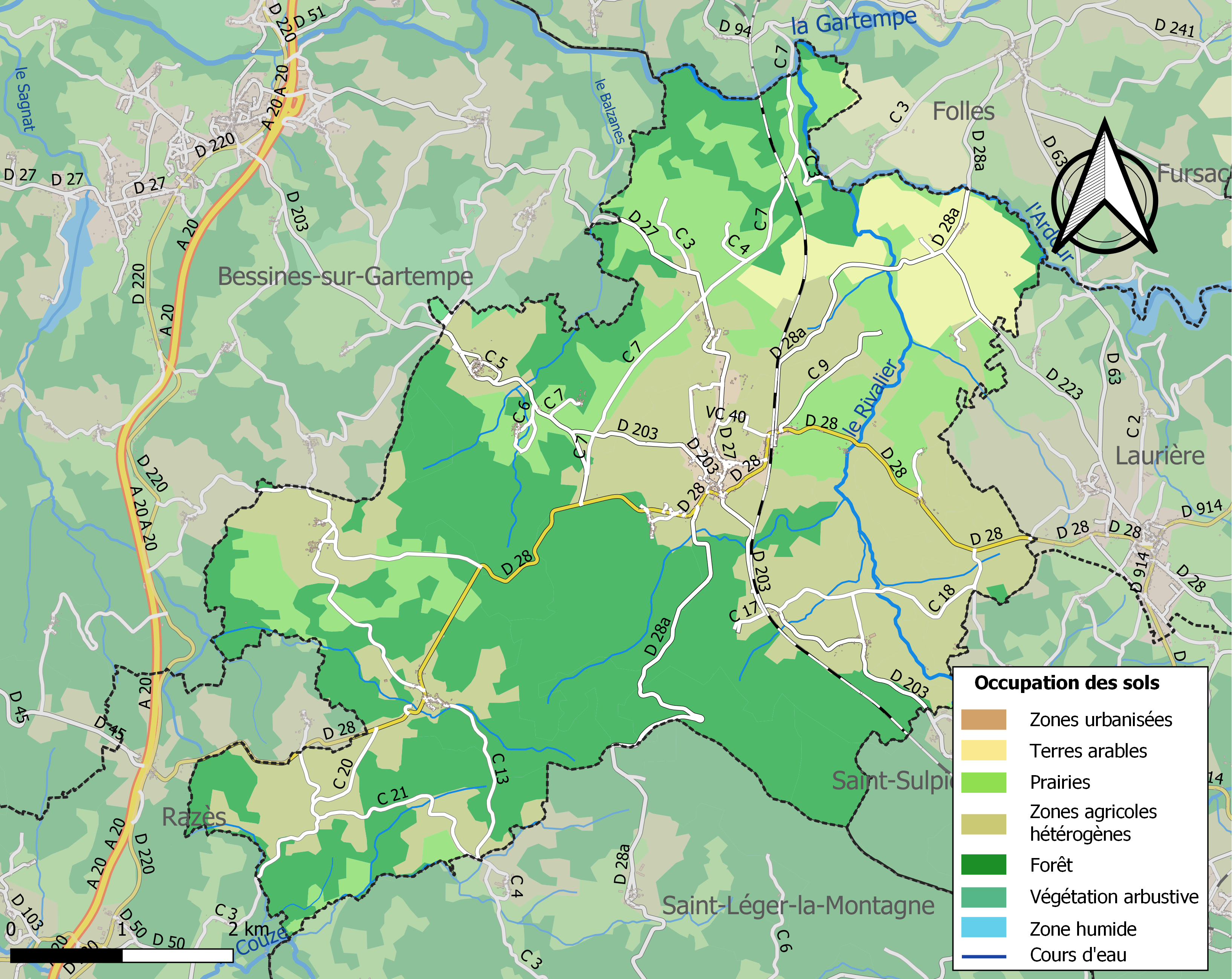
Carte des infrastructures et de l'occupation des sols de la commune en 2018 (CLC).

### Risques majeurs
Le territoire de la commune de Bersac-sur-Rivalier est vulnérable à différents aléas naturels : météorologiques (tempête, orage, neige, grand froid, canicule ou sécheresse) et séisme (sismicité faible). Il est également exposé à un risque particulier : le risque de radon. Un site publié par le BRGM permet d'évaluer simplement et rapidement les risques d'un bien localisé soit par son adresse soit par le numéro de sa parcelle.

#### Risques naturels

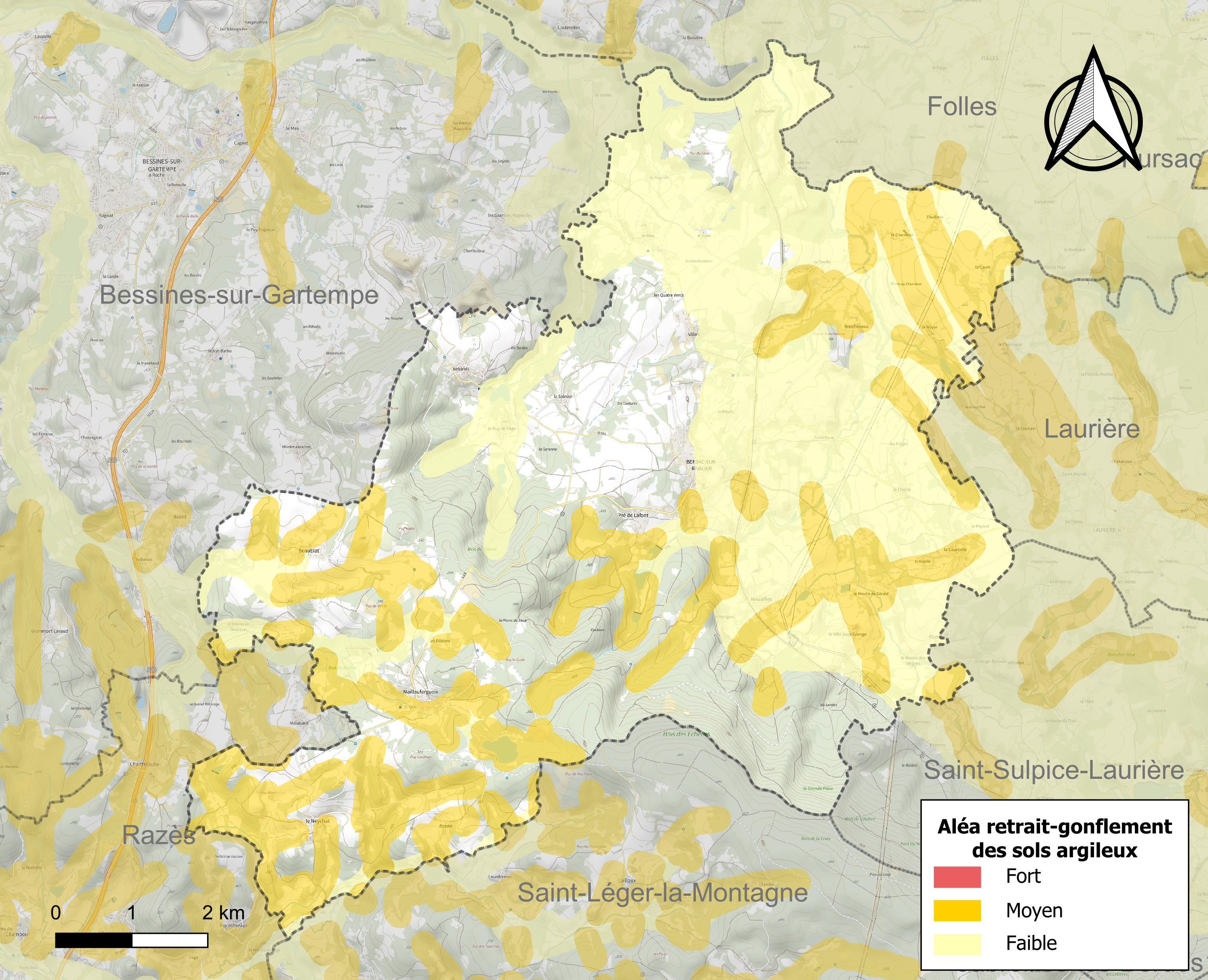
Carte des zones d'aléa retrait-gonflement des sols argileux de Bersac-sur-Rivalier.

Le retrait-gonflement des sols argileux est susceptible d'engendrer des dommages importants aux bâtiments en cas d’alternance de périodes de sécheresse et de pluie. 29,8 % de la superficie communale est en aléa moyen ou fort (27 % au niveau départemental et 48,5 % au niveau national métropolitain). Depuis le 1er octobre 2020, en application de la loi ÉLAN, différentes contraintes s'imposent aux vendeurs, maîtres d'ouvrages ou constructeurs de biens situés dans une zone classée en aléa moyen ou fort,.
La commune a été reconnue en état de catastrophe naturelle au titre des dommages causés par les inondations et coulées de boue survenues en 1982 et 1999 et par des mouvements de terrain en 1999.

#### Risque particulier
Dans plusieurs parties du territoire national, le radon, accumulé dans certains logements ou autres locaux, peut constituer une source significative d’exposition de la population aux rayonnements ionisants. Selon la classification de 2018, la commune de Bersac-sur-Rivalier est classée en zone 3, à savoir zone à potentiel radon significatif.

## Toponymie
La commune s’appelait autrefois Berciacus, peut-être du nom de son propriétaire, Bercius, à l’époque gallo-romaine. Sous les Mérovingiens (Ve siècle-VIIIe siècle) le village prendra le nom de Breciaco, puis deviendra Barçac et enfin Bersac. Les autochtones parlent toujours de « Barça » lorsqu’ils s’expriment en occitan vernaculaire. Il semble que Bersac-sur-Rivalier ait abrité un atelier monétaire comme l’indiquerait la découverte de plusieurs pièces marquées « Breciaco » et d’autres marquées « Bulbis » (qui serait, selon certains, devenu Beaubiat, petit hameau de la commune).
En fait « Bulbis » pourrait n’être que le nom d’un monétaire. La pratique de la signature des monnaies par le monétaire était courante à cette époque. En langue occitane malha désigne la monnaie, et farga la forge. Or, tout près de Beaubiat, non loin de Bersac, un hameau très ancien répond au nom de Maillofargueix, c’est-à-dire malha farga, en français forge à monnaie.

## Histoire
Au XIIe siècle l’évêque Eustorge (évêque de Limoges, constructeur du château de Chalucet) rattache la paroisse de Bersac au monastère d’Aureil. L’église de Bersac devient un prieuré-cure.
Au XVe siècle, les seigneurs de Lage-Ponnet fondèrent une vicairie dans l’église de Bersac. Les vestiges du château de Lage-Ponnet (la forteresse des Ponnet) subsistent encore de nos jours dans les sylves environnant le hameau du Puy de Lage (la colline des fortifications). Toutefois, des siècles d’abandon, le pillage des matériaux (les pierres du château se retrouvent dans beaucoup de constructions du Puy de Lage) et des fouilles sauvages ont très fortement dégradé le site. Les vestiges du château de Lage-Ponnet voisinent avec le réservoir du Puy de Lage, ancienne mine d’uranium re-paysagée par la Cogema lors de la fermeture des sites limousins. Non loin, passait une voie romaine importante.
Le nom de Bersac est mêlé à la préhistoire et à l’époque gallo-romaine, comme en témoignent les outils et les monnaies qui se trouvent au musée de l’Évêché à Limoges, ainsi que les vestiges demeurant dans la commune.
Une "loge de berger" située près du hameau le Puy de Lage semble être datée à tort du XIXe siècle. D'après une historienne venue sur place examiner l'édifice, la voussure très caractéristique de la construction, ainsi que sa forme générale très étalée, et son implantation enterrée sous une rampe à usage indéterminé situeraient sa construction aux alentours de l'époque des invasions romaines.
Des traces d'occupation ancienne visibles sur des photographies aériennes sont présentes sur le site du Puy de Lage ainsi que plus haut en remontant vers Bersac, au lieu-dit la Garenne.
A la Garenne, non loin de la voie romaine (la route du Soleil) subsistent les vestiges d'un cimetière mérovingien, perdu dans les broussailles et les genêts, à quelques dizaines de mètres d'une ancienne scierie.
En 1933, la commune de Bersac prend le nom de Bersac-sur-Rivalier.

## Politique et administration

### Liste des maires
| Période                                  | Période                   | Identité             | Étiquette             | Qualité                 |
| ---------------------------------------- | ------------------------- | -------------------- | --------------------- | ----------------------- |
| Les données manquantes sont à compléter. |                           |                      |                       |                         |
| mars 2001                                | En cours (au 13 mai 2014) | Jean-Michel Bertrand | UDI-Radical puis MRSL | Cadre bancaire retraité |

## Population et société

### Démographie
L'évolution du nombre d'habitants est connue à travers les recensements de la population effectués dans la commune depuis 1793. Pour les communes de moins de 10 000 habitants, une enquête de recensement portant sur toute la population est réalisée tous les cinq ans, les populations de référence des années intermédiaires étant quant à elles estimées par interpolation ou extrapolation. Pour la commune, le premier recensement exhaustif entrant dans le cadre du nouveau dispositif a été réalisé en 2007.

En 2022, la commune comptait 626 habitants, en évolution de +1,13 % par rapport à 2016 (Haute-Vienne : −0,68 %, France hors Mayotte : +2,11 %).
| 1793  | 1800  | 1806  | 1821  | 1831  | 1836  | 1841  | 1846  | 1851  |
| ----- | ----- | ----- | ----- | ----- | ----- | ----- | ----- | ----- |
| 1 523 | 1 501 | 1 579 | 1 676 | 1 755 | 1 653 | 1 677 | 1 688 | 1 607 |

| 1856  | 1861  | 1866  | 1872  | 1876  | 1881  | 1886  | 1891  | 1896  |
| ----- | ----- | ----- | ----- | ----- | ----- | ----- | ----- | ----- |
| 1 707 | 1 658 | 1 686 | 1 611 | 1 652 | 1 663 | 1 658 | 1 704 | 1 742 |

| 1901  | 1906  | 1911  | 1921  | 1926  | 1931  | 1936  | 1946  | 1954  |
| ----- | ----- | ----- | ----- | ----- | ----- | ----- | ----- | ----- |
| 1 772 | 1 716 | 1 627 | 1 418 | 1 315 | 1 270 | 1 258 | 1 147 | 1 091 |

| 1962  | 1968 | 1975 | 1982 | 1990 | 1999 | 2006 | 2007 | 2012 |
| ----- | ---- | ---- | ---- | ---- | ---- | ---- | ---- | ---- |
| 1 040 | 955  | 774  | 731  | 586  | 631  | 620  | 618  | 613  |

| 2017 | 2022 | - | - | - | - | - | - | - |
| ---- | ---- | - | - | - | - | - | - | - |
| 631  | 626  | - | - | - | - | - | - | - |

## Culture locale et patrimoine

### Lieux et monuments
- Église de la Nativité-de-la-Très-Sainte-Vierge (XIIe et XVe siècles). Classée aux Monuments Historiques en 1976[31].
- Oratoire Notre-Dame-de-la-Garde, sur la route D 28A, point de vue jusqu’à Guéret (Creuse) et au-delà par temps clair.
- Château du Chambon (XVe – XVIIe siècles), partiellement classé aux Monuments historiques[32].
- Vestiges du château médiéval de Lage-Ponnet.
- Voie romaine.
- Réservoir du Puy de Lage (ancienne mine d’uranium joliment repaysagée) (concours de pêche à la mouche).
- « Loge de berger », probablement un ouvrage de construction gallo-romaine (voûte typique).
- Gare de Bersac sur la ligne des Aubrais - Orléans à Montauban-Ville-Bourbon.
- Viaduc ferroviaire de Rocherolles, 1854.
- Mines d'uranium du Puy de l'Âge (1977-1993) et de Bellezane (1975-1992).

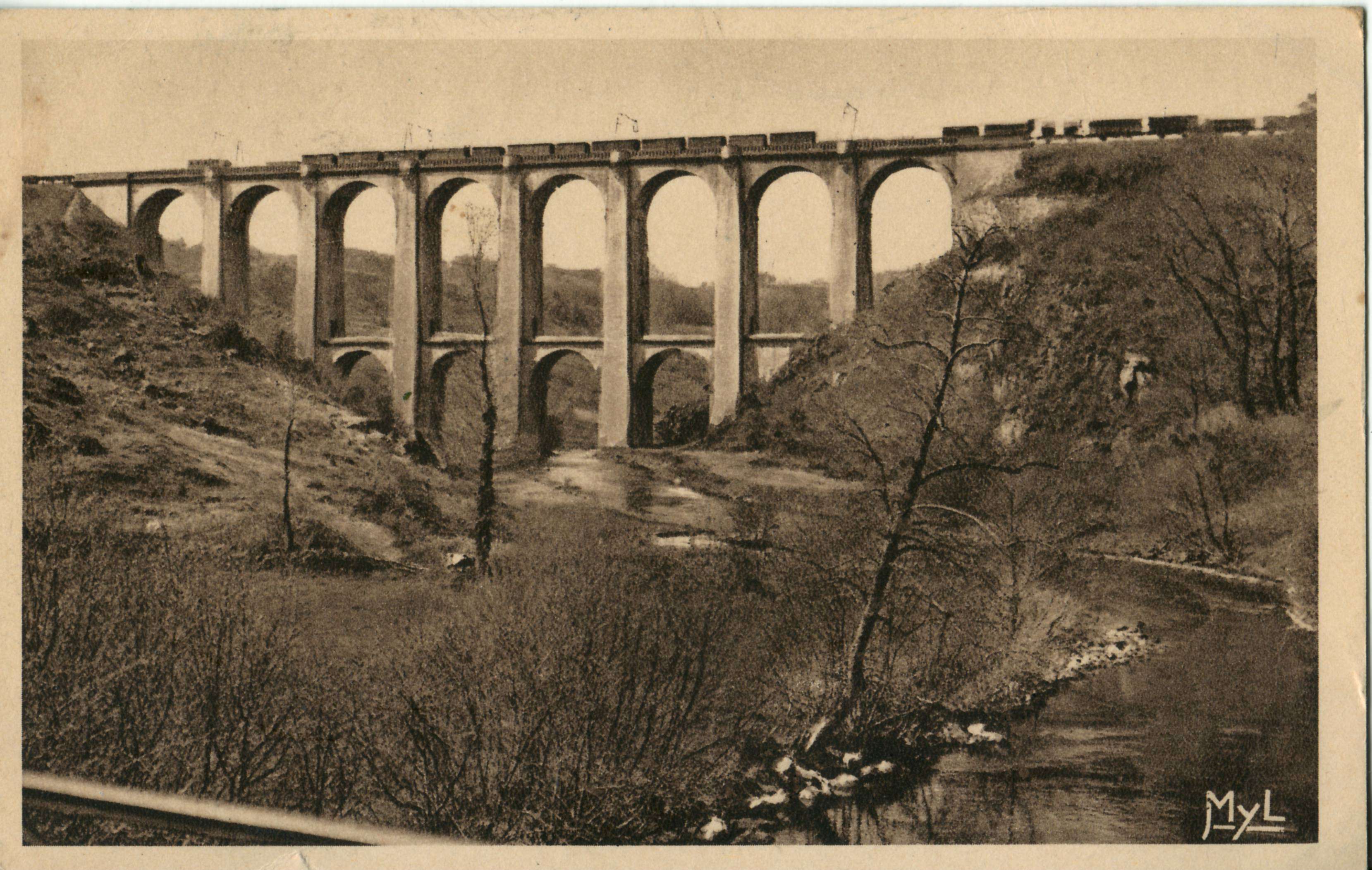
Le viaduc de Rocherolles, photographié dans les années 1920.
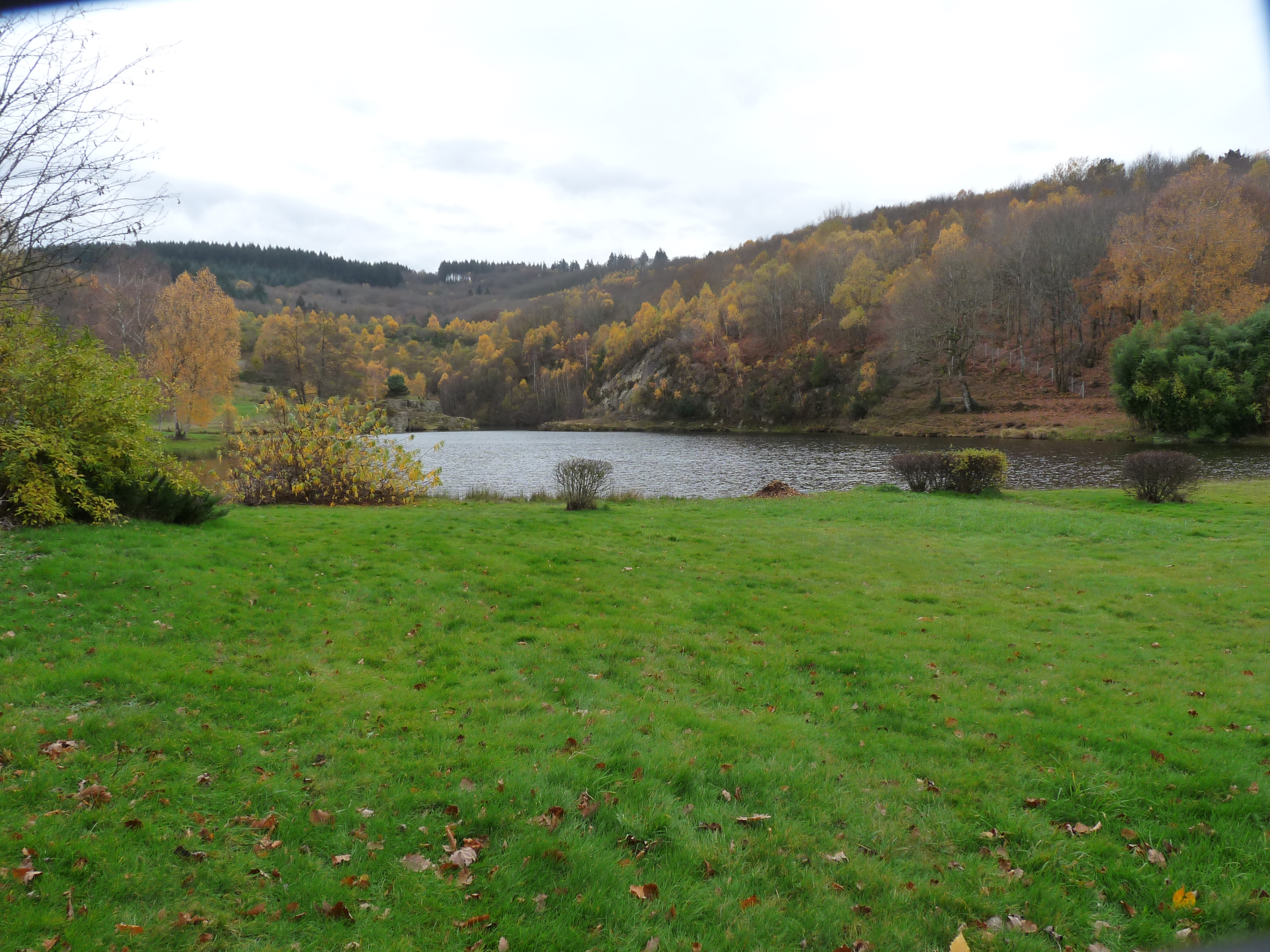
Lac occupant l'ancienne mine d'uranium.
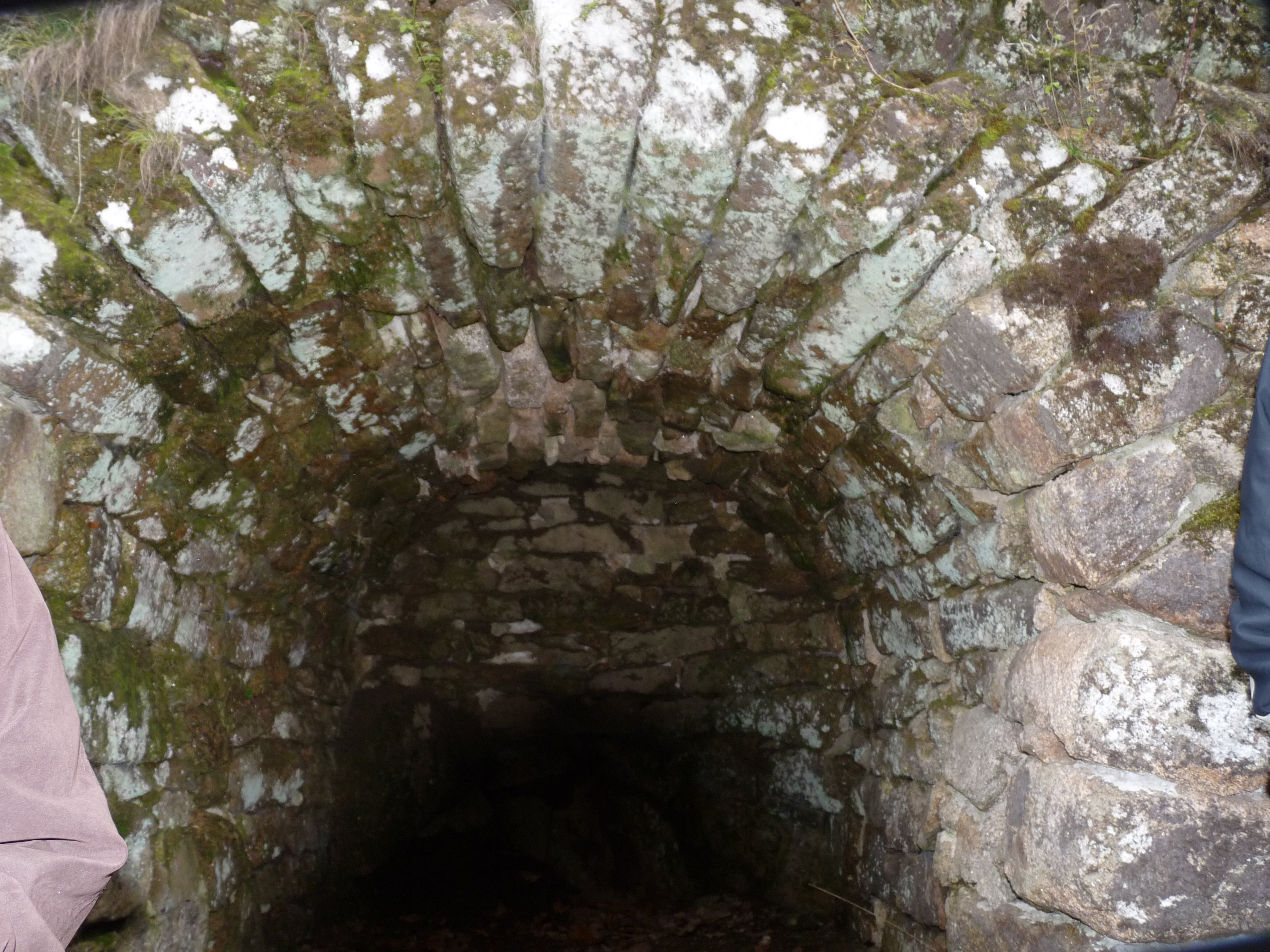
Loge de berger.

### Héraldique
| Blason de Bersac-sur-Rivalier | Blason  | D'azur au viaduc de huit arches de deux étages d'argent, posé entre deux versants d'or, sur une rivière du champ, au chef aussi d'argent chargé d'un berceau de gueules accosté de deux sacs du même. |
| Blason de Bersac-sur-Rivalier | Détails | Le statut officiel du blason reste à déterminer. |